# Dimensions d'un navire
Les caractéristiques et dimensions d'un navire font l'objet d'un langage particulier créé au fil du temps par les acteurs du domaine : charpentiers de marine, concepteurs, marins. Ce lexique décrit les plus notoires.

## Définitions

Vue des dimensions d'un navire

Pour caractériser un navire on utilise :
- les dimensions de la coque :
  - la longueur hors-tout, mesurée de l'extrémité avant à l'extrémité arrière (Loa) ;
  - la largeur au maître-bau[1] ou largeur hors membres, qui est sa plus grande largeur (B) ;
  - le creux, mesurée du pont principal à la ligne de quille (D) ;
  - le franc-bord[1], entre le pont principal et la flottaison ;
  - le tirant d'air, mesuré de la flottaison au point le plus élevé (donnée variable) ;

- les dimensions de la carène[1] :
  - la longueur de flottaison (Lwl), qui selon les singularités du bateau, peut être précisé par :
    - la longueur entre perpendiculaires mesurée entre les perpendiculaires avant et arrière (Lpp) ;
    - la longueur de carène qui est différente de la longueur entre perpendiculaires pour les navires à bulbe (L) ;

  - la largeur de flottaison, largeur au niveau de la flottaison, inférieure à la largeur au fort, sauf si la coque est « frégatée » ;
  - le tirant d'eau avant, un tirant d'eau arrière et un tirant d'eau milieu, ces dernières données sont variables (Tav, T, Tar) ;
  - le tirant d'eau maximal (sécurité) ;

- les capacités :
  - le tonnage[1] brut (exprimé à l'aide d'un chiffre simplement, on ne mentionne pas l'unité actuellement) ;

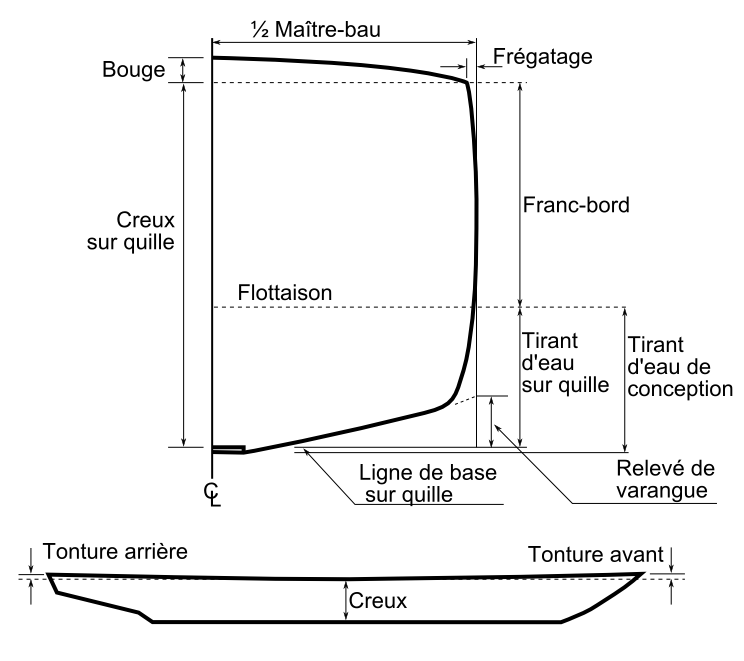

  - le tonnage net (exprimé à l'aide d'un chiffre simplement, on ne mentionne pas l'unité actuellement) ;
  - le port en lourd.

D'autres mesures :
- servant à définir la coque :
  - le bouge[1] indique la courbure transversale du pont ;
  - la tonture indique sa courbure longitudinale ;
  - le frégatage ;
  - le relevé de varangue[1] ;
  - le rayon de bouchain ;

- Des surfaces ou des volumes pour les calculs de résistance à l'avancement ou de stabilité :
  - le volume de carène ;
  - l'aire de la flottaison ;
  - la surface mouillée.